# Трупіал чорногузий
Трупіа́л чорногузий (Icterus wagleri) — вид горобцеподібних птахів родини трупіалових (Icteridae). Мешкає в Мексиці і Центральній Америці. Вид названий на честь німецького біолога Йоганна Георга Ваглера.

## Опис

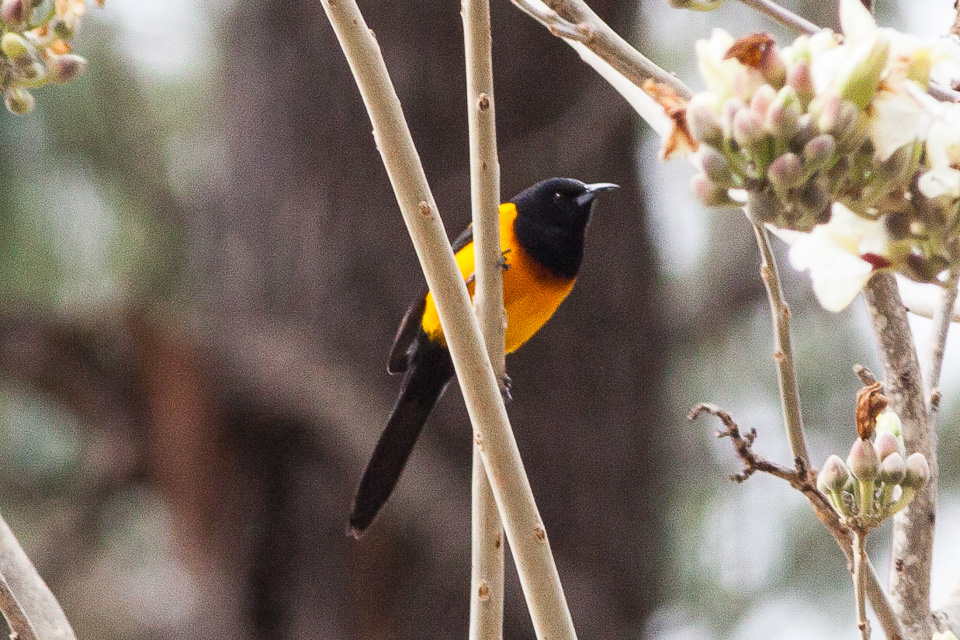
Чорногузий трупіал

Довжина птаха становить 20,5-23 см, вага 36,7-41,3 г. Голова, шия, верхня частина тіла і гузка чорні, груди і живіт оранжево-жовті.  На крилах жовті смуги. Дзьоб відносно довгий, дещо вигнутий. Виду не притаманний статевий диморфізм.

## Підвиди
Виділяють два підвиди:
- I. w. castaneopectus Brewster, 1888 — пустелі північно-західної Мексики (від південної Сонори до північного Сіналоа і Чіуауа);
- I. w. wagleri Sclater, PL, 1857 — високогір'я Мексики (на південь від Сіналоа і Коауїли), Гватемали, північного Сальвадорі, Гондураса і північно-західного Нікарагуа.

## Поширення і екологія
Чорногузі трупіали мешкають в Мексиці, Гватемалі, Сальвадорі, Гондурасі і Нікарагуа. Представники номінативного підвиду спостерігалися в Техасі, представники підвиду I. w. castaneopectus в Аризоні. Частина північних популяцій взимку мігрує на тихоокеанське узбережжя Мексики. Чорногузі трупіали живуть в сухих тропічних лісах і рідколіссях, в сухих чагарникових заростях і пустелях, на плантаціях, на висоті до 2500 м над рівнем моря. 

## Поведінка
Чорногузі трупіали живляться комахами та іншими безхребетними, а також плодами і нектаром. Сезон розмноження на півдні Мексики триває з червня по липень. Чорногузі трупіали гніздяться поодинці, не утворюють колоній. Їхні гнізда мають чашоподібну форму, робляться з рослинних волокон, підвішується на дереві, іноді прикрілюється до пальмового або бананового листя. В кладці 3-4 кремово-білих, поцяткованих темними плямками яйця. Пташенята покидають гніздо через 34 дні після вилуплення. Чорногузі трупіали іноді стають жертвами гніздового паразитизму червонооких вашерів.